# Blizna liściowa

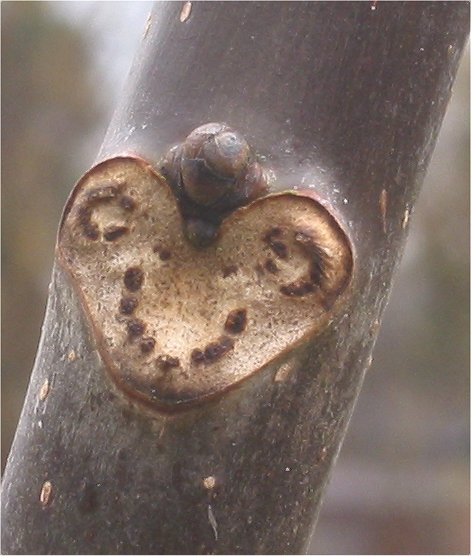
Blizna liściowa u orzecha włoskiego.

Blizna liściowa (ślad liściowy) – miejsce po odciętym (odrzuconym) liściu znajdujące się na pędzie. Powstaje u nasady liścia, w miejscu gdzie wykształca się warstwa komórek odcinających. Po odcięciu liścia miejsce to pokrywa warstwa perydermy. Na bliźnie liściowej z reguły wyraźnie widoczne są przerwane wiązki przewodzące (ślady wiązek). Wielkość blizny liściowej jest zwykle skorelowana z wielkością liścia. Specyficzne dla poszczególnych gatunków lub grup gatunków cechy morfologiczne blizny liściowej wykorzystywane są do rozpoznawania gatunków drzew i krzewów w okresie bezlistnym. 
W opisie blizny charakterystycznymi cechami są:
- ułożenie blizny względem pąka – u jego podstawy (najczęściej) lub obejmujące go łukowato, ew. pierścieniowo,
- kształt blizny – kolisty, półkolisty, eliptyczny, podkowiasty, trójdzielny, łukowaty,
- położenie względem powierzchni pędu – płaskie, wgłębione, umieszczony wyżej na nabrzmieniu zwanym poduszeczką liściową,
- liczba i układ przerwanych wiązek przewodzących,
- obecność śladów po przylistkach.